# Moise Brumboiu
Moise Brumboiu (n. secolul al XIX-lea – d. secolul al XX-lea) a fost un deputat în Marea Adunare Națională de la Alba Iulia, organismul legislativ reprezentativ al „tuturor românilor din Transilvania, Banat și Țara Ungurească”, cel care a adoptat hotărârea privind Unirea Transilvaniei cu România, la 1 decembrie 1918.

## Biografie
A fost protopop de Tohanul Vechi al Bisericii Române Unite cu Roma. Deși este ales ca reprezentat al localității Tohanul Vechi în cadrul Marii Adunări Naționale de la Alba Iulia, acesta nu a fost prezent la data de 1 decembrie. Motivația sa constă în faptul că era singurul preot rămas în localitate, fiind nevoit să se ocupe de nevoile comunității sale.